# Nålestribe
Nålestriber er et tekstilmønster af tynde streger af hvilken som helst farve, der forløber parallelt, ofte fundet på tøj. Det nålestribede jakkesæt forbindes ofte med konservativt forretningstøj, selv om mange designere nu producerer det modefulde nålestribe-mønster til modebevidste forbrugere.
| Tøj | Spire Denne artikel om tøj, sko eller lignende er en spire som bør udbygges. Du er velkommen til at hjælpe Wikipedia ved at udvide den. |